# Samuel Arday
Samuel Arday (Acra, 2 de novembro de 1945 - 12 de fevereiro de 2017), também conhecido como Sam Arday, foi um treinador de futebol ganês, medalhista olímpico de bronze.
Sam Arday conquistou a medalha de bronze em Barcelona 1992. Comandou também a seleção principal de Gana em 2 oportunidades (1996–1997 e 2004). Seu único trabalho em clubes foi no Ashanti Gold, entre 2004 e 2005, ano em que se aposentou.